# Alice Lévêque
Alice Lévêque (født 9. maj 1989 i Mulhouse, Frankrig) er en fransk håndboldspiller, som spiller i ESBF Besançon og tidligere Frankrigs kvindehåndboldlandshold.